# Два Федора
«Два Федори» (рос. «Два Фёдора») — український радянський художній фільм 1958 року режисера Марлена Хуцієва.

## Сюжет
Після закінчення німецько-радянської війни повернувся на батьківщину Федір-великий. Він зустрічає хлопчика-безпритульного Федора-малого, вони вирішують жити разом. Згодом Федір-великий закохується і вирішує одружитися. З одруженням Федора-великого розладнуються відносини з Федором-малим, хоча дружина Наташа всіляко намагається здобути любов хлопчика. Доведений ревнощами до відчаю, Федір-малий тікає з дому. Після пошуків його знаходять і він примиряється з дорослими.

## У ролях
- Василь Шукшин — Федір-великий
- Коля Чурсін — Федір-малий
- Тамара Сьоміна — Наташа
- Юра Елін — Сєня Хрипатий
- Марія Шаманська — сусідка
- Іван Полєтаєв — Іван Ніканорич
- Олександр Каменко-Олександрівський — кіоскер
- Микола Лопатников — епізод
- К. Забашта — епізод
- Микола Ключнєв — хлопець на танцях

## Знімальна група
- Режисер: Марлен Хуцієв
- Автор сценарію: Валерій Савченко
- Оператор: Петро Тодоровський
- Художник-постановник: О. Гроссе
- Композитор: Юлій Мейтус
- Монтаж: Е. Майська
- Звукорежисер: В. Курганський
- Текст пісні: О. Фатьянов